# Restitutionsediktet

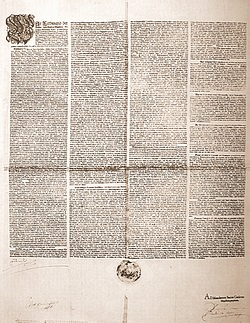
Tryckt version av restitutionsediktet.

Restitutionsediktet var en förordning som utfärdades den 6 mars 1629 (n.s.) av den tysk-romerske kejsaren Ferdinand II varigenom den katolska tolkningen av religionsfreden i Augsburg fastslogs som gällande rätt och formerna för att beivra överträdelserna mot freden bestämdes. Ediktet utfärdades mot bakgrund av kejsarens och den katolska sidans stärkta position under det trettioåriga kriget och kan ses som ett religionspolitiskt försök att ändra maktförhållandena i de delar av Tyskland där reformationen hade genomförts.

## Bakgrund

### Följderna av religionsfreden i Augsburg
De katolska makthavarna i Tysk-romerska riket hade kontinuerligt arbetat för att hindra spridningen av reformationen under hela 1500-talet men med tämligen begränsade framgångar. Till slut tvangs man sluta religionsfreden i Augsburg år 1555 som lät varje tysk riksfurste själv välja sin trosuppfattning, antingen den katolska eller den evangelisk-lutherska, enligt en princip som kom att kallas cuius regio, eius religio. Fredsavtalet som skrevs under var emellertid fyllt med tolkningsbara stycken och motsägelser vilket banade väg för fortsatta religiöst präglade krig på kontinenten även i fortsättningen. Principen cuius regio, eius religio innebar även att medan furstarna kunde välja mellan de två erkända trosinriktningarna måste alla undersåtar anamma samma tro som sin furste, och vägrade man fick man lämna landet. Detta kunde innebära betydande demografiska förändringar i enskilda stater i riket, i synnerhet till den katolska majoritetens nackdel då flera furstar valde att konvertera till lutherdom och sekularisera sina länder. Detta fick i sin tur allvarliga politiska konsekvenser för det decentraliserade Tysk-romerska riket i sin helhet.
En annan av principerna som lades fast i religionsfreden i Augsburg var det så kallade "andliga förbehållet" (reservatum ecclesiasticum). Det var en till katolska kyrkans förmån införd bestämmelse om att varje andlig furste inom Tysk-romerska riket, som övergav den katolska kyrkan, skulle förlora sitt stånd och sitt ämbete. Syftet var att begränsa möjligheterna för protestanter att få kontroll över länder och egendom som tillhörde det katolska prästerskapet, det vill säga att reformationen inte fick lov att äga rum i de andliga furstendömena. Det andliga förbehållet inskränkte grundprincipen cuius regio, eius religio och för att protestanterna vid fredsförhandlingarna 1555 skulle gå med på en sådan eftergift utfärdades Declaratio Ferdinandei. Enligt denna deklaration fick vissa städer och delar av ridderskapet som tillhörde den lutherska trosinriktningen, men löd under en katolsk andlig furste, behålla sin tro. Detta innebar att andliga furstar inte kunde tvinga hela befolkningen att anamma katolicismen vilket religionsfreden ju annars skulle ha tillåtit.

### Motiven till restitutionsediktet
Trots religionsfreden i Augsburg kom ett allt större antal andliga furstendömen att med åren hamna under protestantisk kontroll. En del sekulariserades, andra kom att styras av protestantiska biskopar och åter andra annekterades helt enkelt av angränsande protestantiska stater. Samtidigt pågick i flera delar av riket motreformationen, där man i synnerhet i de habsburgska arvländerna våldsamt försökte tillämpa principen cuius regio, eius religio med följd att många protestanter fick välja mellan att omvändas till katolicism eller åtalas för kätteri och riskera landsförvisning.
Till följd såväl av de framgångar som vunnits av den katolska sidan under trettioåriga kriget som de processer som väckts angående indragna kyrkotillgångar hade de katolska kurfurstarna redan år 1627 yrkat på ett utslag som kunde utgöra rättesnöre i de olika fallen och i oktober 1628 avgav Rikshovrådet ett utlåtande som lades till grund för den kejserliga förordningen.

## Innehåll
Ediktet som utfärdades i mars 1629 innebar i huvudsak följande:
- Det andliga förbehållet skulle anses vara rättsligt giltigt och protestanter fick följaktligen inte inneha biskopsdömen, prelaturer och liknande kyrkliga ämbeten.
- Riksmedelbara kloster, stift och prelaturer, som efter Passaufördraget indragits av landfurstarna, skulle återställas.
- Religionsfreden skulle endast gälla för de protestanter som anslutit sig till den augsburgska bekännelsen, alltså ej för reformerta protestanter.

För de mål som följde av ediktet förordnades särskilda processformer: Efter ett summariskt förhör inför kejserliga kommissarier skulle dom genast fällas och därpå exekutionen utföras.

## Konsekvenser
Genomförandet av restitutionsediktet skulle ha medfört ett dråpslag för protestantismen, för även dess lutherska gren, vars existensberättigande erkändes, skulle genom restitutionen av de av ediktet berörda riksomedelbara och riksmedelbara kyrkliga områdena ha förlorat den territoriella grundvalen för sin ställning i Tysk-romerska riket. För de katolska furstehusen öppnades lysande utsikter till maktutvidgning, som fullföljdes under inbördes tävlan. Gustav II Adolfs uppträdande i Tyskland avbröt den territoriella revolutionen. Genom Pragfreden år 1635 avstod kejsaren tills vidare från genomförandet av restitutionsediktet och westfaliska freden år 1648 föreskrev att de kyrkliga områden som var sekulariserade före år 1624 inte skulle återlämnas till den katolska kyrkan.